# Regione di Ayacucho
Ayacucho è una regione del Perù di 616 176 abitanti che ha come capoluogo Ayacucho.Comprende le province di entrambi i versanti della catena montuosa delle Ande (orientale e occidentale). Ha una superficie di 43814 km² e una popolazione di 613 mila abitanti secondo le rilevazioni del 2017.

## Storia
Il territorio di Ayacucho aveva presenza umana 20.000 anni fa. C. nella grotta di Pikimachay.
Intorno al 250 e 500 d.C. C. vari gruppi umani si stabilirono nella regione, che in seguito avrebbero formato la civiltà Wari che si espanse a nord ea sud del Perù. Essendo la grande città di Wari, la capitale. Con la caduta della cultura Wari, nacque la Nazione Chanka. Pachacutec conquistò la regione, incontrando l'ostinata opposizione dei Chanka. Tale fu il bilancio delle vittime nei combattimenti che diedero origine al nome Quechua di aya kuchu, che letteralmente significa angolo dei morti o dimora dell'anima. Con il dominio Inca viene costruita Vilcahuamán, la più importante costruzione Inca della zona.
Per ordine di Pizarro, la città di "San Juan de la Frontera de Huamanga" fu fondata il 29 gennaio 1539, in modo che l'anno successivo, il 25 aprile 1540, questa città fosse trasferita nell'area di Pukaray, dove si trova attualmente si stabilì la città. Nel 1677 fu fondata l'Università Nazionale San Cristóbal de Huamanga. Tra i suoi personaggi più importanti che hanno combattuto contro la corona troviamo María Parado de Bellido, che è stata fucilata per aver combattuto contro il sistema del vicereame. Fu con la battaglia di Ayacucho (9 dicembre 1824) che si consolidò l'indipendenza del Perù e del Sud America ispanico. Uno degli Ayacuchanos più famosi è il maresciallo Andrés Avelino Cáceres, che fu uno di quelli che combatté senza sosta nella guerra con il Cile.

## Geografia antropica

### Suddivisioni amministrative

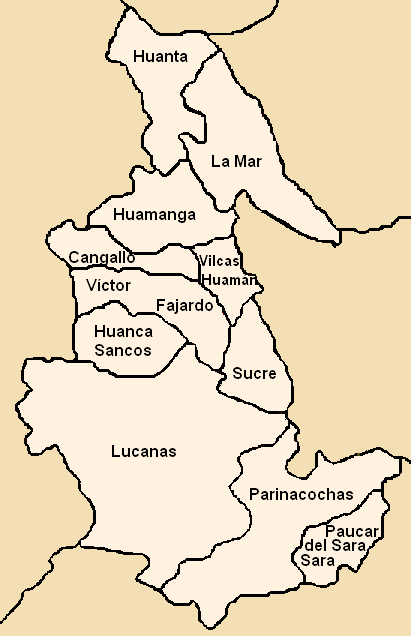
Divisione amministrativa in province

La regione è suddivisa in 11 province. Le province, con i relativi capoluoghi tra parentesi, sono:
- Cangallo (Cangallo)
- Huamanga (Ayacucho)
- Huanca Sancos (Huanca Sancos)
- Huanta (Huanta)
- La Mar (San Miguel)
- Lucanas (Puquio)
- Parinacochas (Coracora)
- Paucar del Sara Sara (Pausa)
- Sucre (Querobamba)
- Víctor Fajardo (Huancapi)
- Vilcas Huamán (Vilcashuamán)